# وی۵۳۸ ارابه‌ران
وی۵۳۸ ارابه‌ران یک ستاره است که در صورت فلکی ارابه‌ران قرار دارد.